# Kevin Michael Manning
Kevin Michael Manning (Coolah, Austrália, 2 de novembro de 1933 – Bathurst, 15 de julho de 2024) foi um ministro australiano e bispo católico romano emérito de Parramatta.
O Cardeal Prefeito da Congregatio de Propaganda Fide e Patriarca da Cilícia, Grégoire-Pierre Agagianian, doou-o em 20 de dezembro de 1961 como sacerdote ordenado para a Diocese de Bathurst.
O Papa João Paulo II o nomeou Bispo de Armidale em 26 de abril de 1991. O Arcebispo de Sydney, cardeal Edward Bede Clancy, concedeu sua consagração episcopal em 10 de julho do mesmo ano; Os co-consagradores foram Henry Joseph Kennedy, ex-bispo de Armidale, e Patrick Dougherty, bispo de Bathurst.
Foi nomeado Bispo de Parramatta em 10 de julho de 1997 e empossado em 21 de agosto do mesmo ano. Em 8 de janeiro de 2010, o Papa Bento XVI aceitou seu pedido de demissão por motivos de idade.
Ele serviu como Administrador Apostólico de Wilcannia-Forbes de 30 de dezembro de 2010 a 1º de dezembro de 2012.

## Morte
Kevin morreu no dia 15 de julho de 2024, aos 90 anos.